# Division No 2 (Manitoba)
Pour les articles homonymes, voir Division No 2.
La division No 2 est une des divisions de recensement du Manitoba (Canada).

## Liste des municipalités

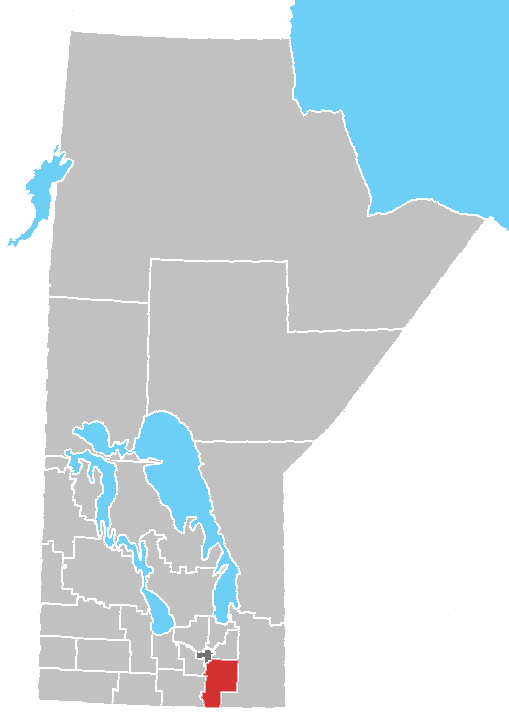
Localisation de la Division No 2

Municipalité rurale
- De Salaberry
- Franklin
- Hanover (en)
- La Broquerie
- Ritchot
- Ste. Anne (en)
- Taché

Village
- Saint-Pierre-Jolys

Ville (City)
- Steinbach

Ville (Town)
- Niverville
- Sainte-Anne

Réserve indienne
- Roseau Rapids 2A (en)
- Roseau River 2 (en)